# Climate of Hunter
Albums de Scott Walker
We Had It All
(1974) Tilt
(1995)
Climate of Hunter est le neuvième album studio de Scott Walker sorti en 1984.

## Titres
1. Rawhide
2. Dealer
3. Track Three
4. Sleepwalkers Woman
5. Track Five
6. Track Six
7. Track Seven
8. Blanket Roll Blues